# Oligoryzomys eliurus
Oligoryzomys eliurus is een zoogdier uit de familie van de Cricetidae. De wetenschappelijke naam van de soort werd voor het eerst geldig gepubliceerd door Wagner in 1845.

## Voorkomen
De soort komt voor in het midden en zuidoosten van Brazilië.